# اسید نریدرونیک
اسید نریدرونیک (انگلیسی: Neridronic acid) یک داروی بیس فسفونات است که از آن برای درمان «استوژنز ایمپرفکتا» و «بیماری استخوان پاژه» استفاده می‌شود.